# Distretto di Çiğli

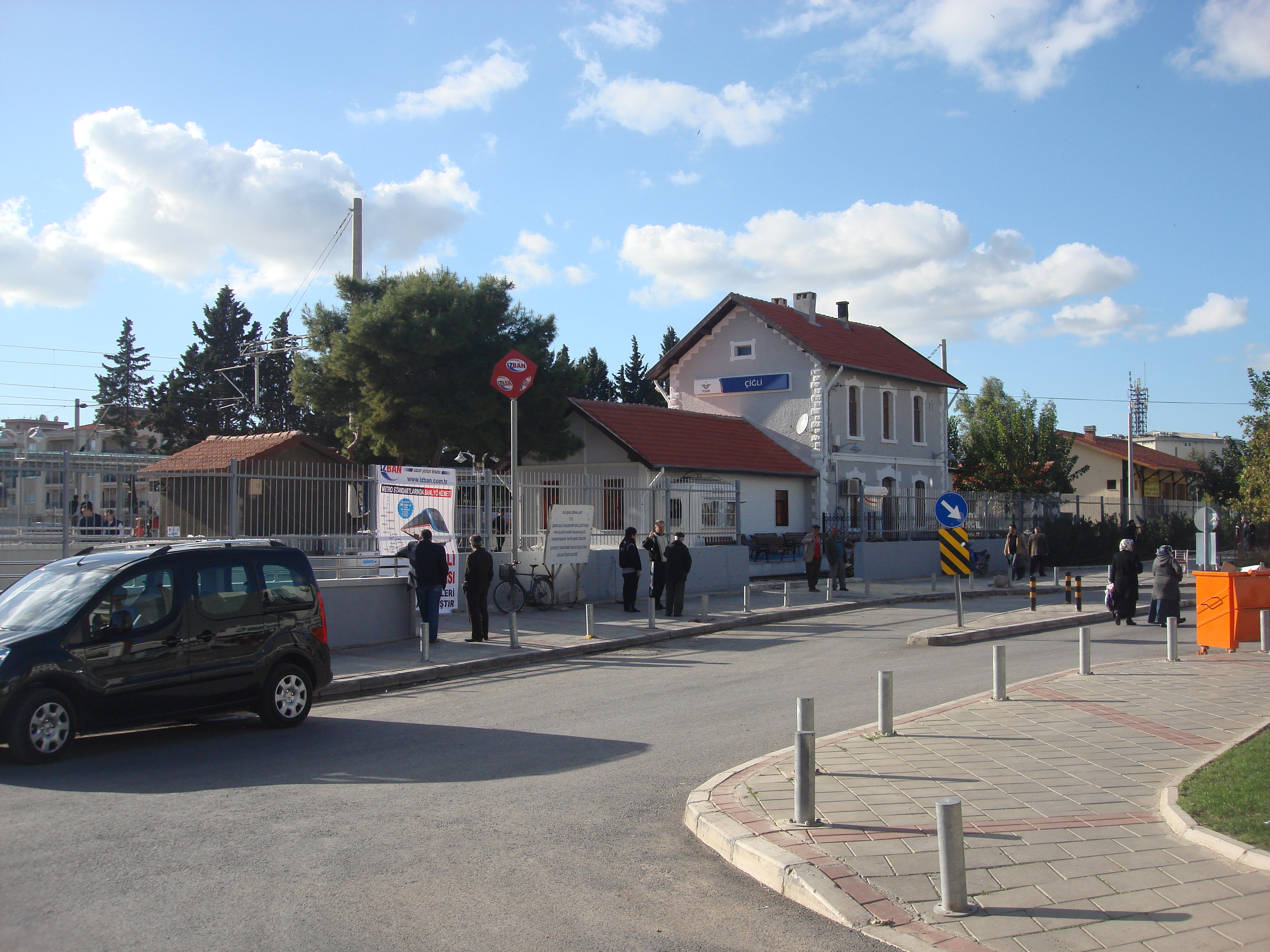
Çiğli train station

Il distretto di Çiğli (in turco Çiğli ilçesi) è uno dei distretti della provincia di Smirne, in Turchia.